# Єлле Батай
Єлле Батай (фр. Jelle Bataille, нар. 20 травня 1999, Турне, Бельгія) — бельгійський футболіст, захисник клубу «Антверпен».

## Ігрова кар'єра

### Клубна
Єлле Батай є вихованцем футбольних шкіл бельгійських клубів «Брюгге» та «Остенде». У складі останнього 24 серпня 2018 року Батай дебютував на професійному рівні у матчі чемпіонату Бельгії проти «Зюлте-Варегем».
В клубі футболіст відіграв три сезони, а влітку 2021 року перейшов до «Антверпена», з яким у 2023 році виграв чемпіонат, Кубок Бельгії та Суперкубок країни. Також у вересні 2023 року матчем проти «Барселони» Батай дебютував у груповому раунді Ліги чемпіонів.

### Збірна
З 2016 року Єлле Батай виступав за юнацькі та молодіжну збірну Бельгії.

## Досягнення
Антверпен
 Чемпіон Бельгії: 2022/23
 Переможець Кубка Бельгії: 2022/23
 Переможець Суперкубка Бельгії: 2023